# Мономиф

Иллюстрация пути героя

Мономиф (единый миф, путешествие героя, квест) — один из архетипических сюжетов, состоящий в том, что герой повествования покидает обыденный мир, проходит испытания, встречает союзников и врагов, достигает цели (или терпит поражение), меняется внутренне и возвращается домой с новыми знаниями/силой. Кристофер Воглер считает его основным (базовым) сюжетным архетипом.
Термин «мономиф» для описания странствий вымышленного героя впервые использовал Джозеф Кэмпбелл, заимствовавший его из романа Джеймса Джойса «Поминки по Финнегану». По мнению Кэмпбелла, в любом героическом мифе протагонист проходит череду испытаний. Одна и та же мифологема характерна как для Древней Греции или Скандинавии, так и для индийской мифологии. Суждения Кэмпбелла основаны на анализе русских волшебных сказок, предпринятом в 1920-е и 1930-е годы Владимиром Проппом.
Согласно Дж. Кэмпбеллу, герой проходит несколько стадий путешествия, прежде чем миф достигает своего апогея и протагонист становится героем:
- Сепаративная стадия, или стадия расставания, — это выход из прежнего социального или иного статуса, отход от культурных функций, разрушение социальной роли. В мифе это символизируется уходом, бегством, странствиями и скитаниями героя. Перед этим он слышит призыв к этим странствиям — и внемлет ли он ему или нет, но это всегда начало мифа. Типичная форма такого призыва — известная сказочная присказка-предупреждение на перепутье, предоставляющая выбор: «Направо пойдешь — жену найдёшь, налево — коня потеряешь, прямо — сам пропадёшь» (имеющая разнообразные варианты).
- Лиминальная стадия представлена пересечением границ, пребыванием в необычном промежуточном состоянии. Подобное состояние маркируется слепотой, молчанием, наготой или нелепыми одеждами и так далее. Лиминальность всегда сочетается с оторванностью от мира людей, человек в это время воспринимается как живой мертвец, которому предстоит новое рождение или перерождение в виде царя, властителя или бога.
- Конечная стадия: финалом мифологического сюжета является возвращение героя к axis mundi, пупу Земли. Конец мифа — это смерть героя, когда из его тела создаётся новый мир или, по крайней мере, происходит пересотворение мира, то есть уничтожение всего хтонического и возведение героя в сонм богов.